# Championnat de Saint-Christophe-et-Niévès de football 2010-2011
Navigation
Saison précédente Saison suivante
La saison 2010-2011 du Championnat de Saint-Christophe-et-Niévès de football est la quarante-huitième édition de la Premier League, le championnat de première division à Saint-Christophe-et-Niévès. Les neuf formations de l'élite sont réunies au sein d'une poule unique où elles s'affrontent trois fois au cours de la saison. À l'issue du championnat, les quatre premiers se qualifient pour la phase finale tandis que le dernier est relégué en deuxième division. Lors de la phase finale, les quatre clubs qualifiés s'affrontent une fois puis les deux premiers jouent la finale pour le titre, en deux matchs gagnants. 
C'est le club de Village Superstars qui remporte la compétition cette saison après avoir battu St Paul's United lors de la finale nationale. Il s’agit du septième titre de champion de Saint-Christophe-et-Niévès de l'histoire du club, qui réalise d'ailleurs le doublé en s'imposant en finale de la Coupe nationale, face à Mantab FC. 

## Les clubs participants
- Village Superstars
- Garden Hotspurs
- Mantab FC
- Caribbean Stars Conaree FC
- St Peter's FC
- Newtown United
- St. Paul's United FC
- KFC Challengers United
- Strikers FC - Promu de Second Division

## Compétition
Le barème de points servant à établir le classement se décompose ainsi :
- Victoire : 3 points
- Match nul : 1 point
- Défaite : 0 point

### Phase régulière
| Rang | Équipe                     | Pts | J  | G  | N | P  | Bp | Bc | Diff |
| ---- | -------------------------- | --- | -- | -- | - | -- | -- | -- | ---- |
| 1    | St. Paul's United FC       | 52  | 24 | 16 | 4 | 4  | 43 | 20 | +23  |
| 2    | Newtown UnitedT            | 49  | 24 | 14 | 7 | 3  | 55 | 20 | +35  |
| 3    | Caribbean Stars Conaree FC | 41  | 24 | 11 | 8 | 5  | 46 | 26 | +20  |
| 4    | Village Superstars         | 37  | 24 | 10 | 7 | 7  | 42 | 26 | +16  |
| 5    | St Peter's FC              | 33  | 24 | 10 | 3 | 11 | 36 | 34 | +2   |
| 6    | Strikers FCP               | 33  | 24 | 9  | 6 | 9  | 28 | 38 | -10  |
| 7    | Garden Hotspurs FC         | 30  | 24 | 8  | 6 | 10 | 44 | 35 | +9   |
| 8    | Mantab FC                  | 19  | 24 | 5  | 4 | 15 | 22 | 46 | -24  |
| 9    | KFC Challengers United     | 6   | 24 | 1  | 3 | 20 | 16 | 87 | -71  |

|  | Qualification pour la phase finale                                                   |
|  | Relégation directe en Second Division                                                |
|  | T : Tenant du titre C : Vainqueur de la Coupe nationale P : Promu de Second Division |

### Phase finale
| Rang | Équipe                     | Pts | J | G | N | P | Bp | Bc | Diff |  | Résultats (▼ dom., ► ext.) | Vil | SPa | CSC | New |
| ---- | -------------------------- | --- | - | - | - | - | -- | -- | ---- |  | -------------------------- | --- | --- | --- | --- |
| 1    | Village Superstars         | 7   | 3 | 2 | 1 | 0 | 6  | 4  | +2   |  | Village Superstars         |     | 1-1 | 3-2 | 2-1 |
| 2    | St. Paul's United FC       | 7   | 3 | 2 | 1 | 0 | 3  | 1  | +2   |  | St. Paul's United FC       |     |     | 1-0 | 1-0 |
| 3    | Caribbean Stars Conaree FC | 1   | 3 | 0 | 1 | 2 | 3  | 5  | -2   |  | Caribbean Stars Conaree FC |     |     |     | 1-1 |
| 4    | Newtown UnitedT            | 1   | 3 | 0 | 1 | 2 | 2  | 4  | -2   |  | Newtown UnitedT            |     |     |     |     |

|  | Qualification pour la finale                            |
|  | T : Tenant du titre C : Vainqueur de la Coupe nationale |

### Finale nationale
La finale se joue en deux rencontres gagnantes. Les rencontres se disputent au Warner Park de Basseterre.
| Équipe 1             | Résultat | Équipe 2             |
| -------------------- | -------- | -------------------- |
| St. Paul's United FC | 1 - 2    | Village Superstars   |
| Village Superstars   | 1 - 2    | St. Paul's United FC |
| St. Paul's United FC | 0 - 3    | Village Superstars   |

- Village Superstars remporte la série deux victoires à une et est sacré champion.

## Bilan de la saison
| Championnat de Saint-Christophe-et-Niévès de football 2010-2011 |                               |
| Champion                                                        | Village Superstars (7e titre) |
| Coupes et trophées                                              |                               |
| Vainqueur de la Coupe de Saint-Christophe-et-Niévès 2010-2011   | Village Superstars            |
| Qualifications continentales                                    |                               |
| CFU Club Championship 2012                                      | Aucun                         |
| Promotions et relégations                                       |                               |
| Promus en Premier League                                        | Cayon Rockets                 |
| Relégués en Second Division                                     | KFC Challengers United        |